# 矢口高雄
矢口高雄（日语：／ Yaguchi Takao，1939年10月28日—2020年11月20日），日本漫畫家，矢口製作公司代表董事，本名髙橋髙雄。

## 經歷
秋田縣雄勝郡西成瀬村（現横手市增田町）出身。幼時看了宮尾重男的《西遊記》與田河水泡的《野犬小黑》，因此對漫畫產生興趣，平時會自己畫漫畫。
中學時代擔任學生會會長，從秋田縣立曾田高等學校畢業後，進入家鄉的羽後銀行（現為北都銀行）工作。某日看見同事在讀漫畫雜誌《ガロ》，再度興起了畫漫畫的念頭，1966年開始投稿。1969年以〈長持唄考〉獲得《ガロ》的新人賞出道。1970年辭去銀行職務，上東京發展。
1974年以《天才小釣手》榮獲第4屆講談社出版文化賞。1976年以《マタギ》榮獲第5屆日本漫畫家協會賞的大賞。2009年獲地域文化功勞者的表彰。
2020年11月20日下午5时46分因胰臟癌去世，享壽81岁。

## 腳註

## 外部連結
- （日語）—矢口高雄的官方個人網站。
- 矢口高雄的X（前Twitter） （日語）